# Die Abenteurer (Film)
Die Abenteurer (Originaltitel: Les Aventuriers) ist ein Filmdrama des französischen Regisseurs Robert Enrico aus dem Jahr 1967.

## Handlung
Manu und Roland sind Freunde fürs Leben und hegen beide eine Leidenschaft für abenteuerliche Projekte. Der Sportpilot Manu macht spektakuläre Kunststücke mit seinem Flugzeug, während der Mechaniker Roland wie besessen an einem Dragster arbeitet, mit dem er Geschwindigkeitsrekorde brechen will.
Eines Tages taucht die junge Künstlerin Laetitia in Rolands Werkstatt auf, wo sie ihm Schrottteile abkaufen will, die sie für ihre Kunst benötigt. Roland weist sie zunächst ab, aber Laetitia bietet ihm spontan ihre Hilfe an, die er gerne annimmt. Sie begeben sich auf ein brachliegendes Gelände und errichten zusammen eine Metallkonstruktion, durch die dann ein kleines Flugzeug fliegt. Der Flug ist die Generalprobe für Manus nächsten Coup: Er will durch den Triumphbogen fliegen und dabei Fotos machen, für die ihm jemand viel Geld angeboten hat. Nach dem Manöver machen sich die drei förmlich miteinander bekannt.
Manu, Roland und Laetitia schließen schnell Freundschaft. Sie mietet sich in Rolands Werkstatt ein, wo sie ihre Skulpturen schweißen kann, Manu bereitet sich auf den Flug vor und Roland arbeitet am Motor seines Dragsters.
Die Geschichte erfährt eine Wende, als Manu zu seinem waghalsigen Flug ansetzt. Das Kunststück wird verhindert, und er wird darüber hinaus seine Pilotenlizenz los. Für Roland läuft es nicht besser, sein mit Methylalkohol betriebener Rennwagen geht in Flammen auf. Laetitia schweißt aus den Teilen des Wracks Skulpturen, aber die Ausstellung mit diesen wird zum Flop. Zu allem Überfluss erfährt Manu, dass er bei den Fotos einem Spaßvogel aufgesessen ist. Wütend lauern Manu und Roland dem Schwindler (ein Angestellter einer Versicherung) auf und verpassen ihm eine Tracht Prügel. Aus Angst vor weiteren Schlägen vertraut er den beiden ein Geheimnis an: Im Wrack eines kleinen Flugzeugs, das vor der Küste des Kongo abgestürzt ist, soll sich ein Schatz befinden. Da die beiden finanziell am Ende sind, wollen sie, obwohl sie die Geschichte zunächst für einen weiteren Schwindel halten, der Sache nachgehen. Sie begeben sich zusammen mit Laetitia nach Afrika.
Das Trio hat sich für die Suche nach dem verlorenen Schatz auf einem Boot eingerichtet. Sie suchen die Küste ab, tauchen zu Wracks hinunter, machen Späße und sind in ausgelassener Abenteuerlust. Manu hat sich in Laetitia verliebt, doch die fühlt sich augenscheinlich mehr zu Roland hingezogen. Roland bemerkt die Gefühle seines Freundes und fühlt sich unbehaglich, aber bevor es zu einer Aussprache kommt, eskaliert die Situation. Die drei finden tatsächlich das Flugzeug und heben den Schatz, aber sie werden von Söldnern angegriffen, die ebenfalls hinter der Beute her sind. Bei dem folgenden Kampf trifft eine verirrte Kugel Laetitia und verwundet sie tödlich. Manu und Roland sind voller Trauer und bestatten ihre Freundin bei einem letzten Tauchgang in der tiefen, blauen See. Anschließend kehren sie mit dem Schatz, den sie vor dem Zugriff der Söldner retten konnten, nach Frankreich zurück. Sie beschließen, Laetitias Anteil ihrer Familie zukommen zu lassen. Auf der Île-d’Aix finden sie dann den einzigen noch lebenden Verwandten, einen kleinen Jungen (sie haben ihn bereits als Museumsführer kennengelernt), und übergeben den Eltern das Geld treuhänderisch.

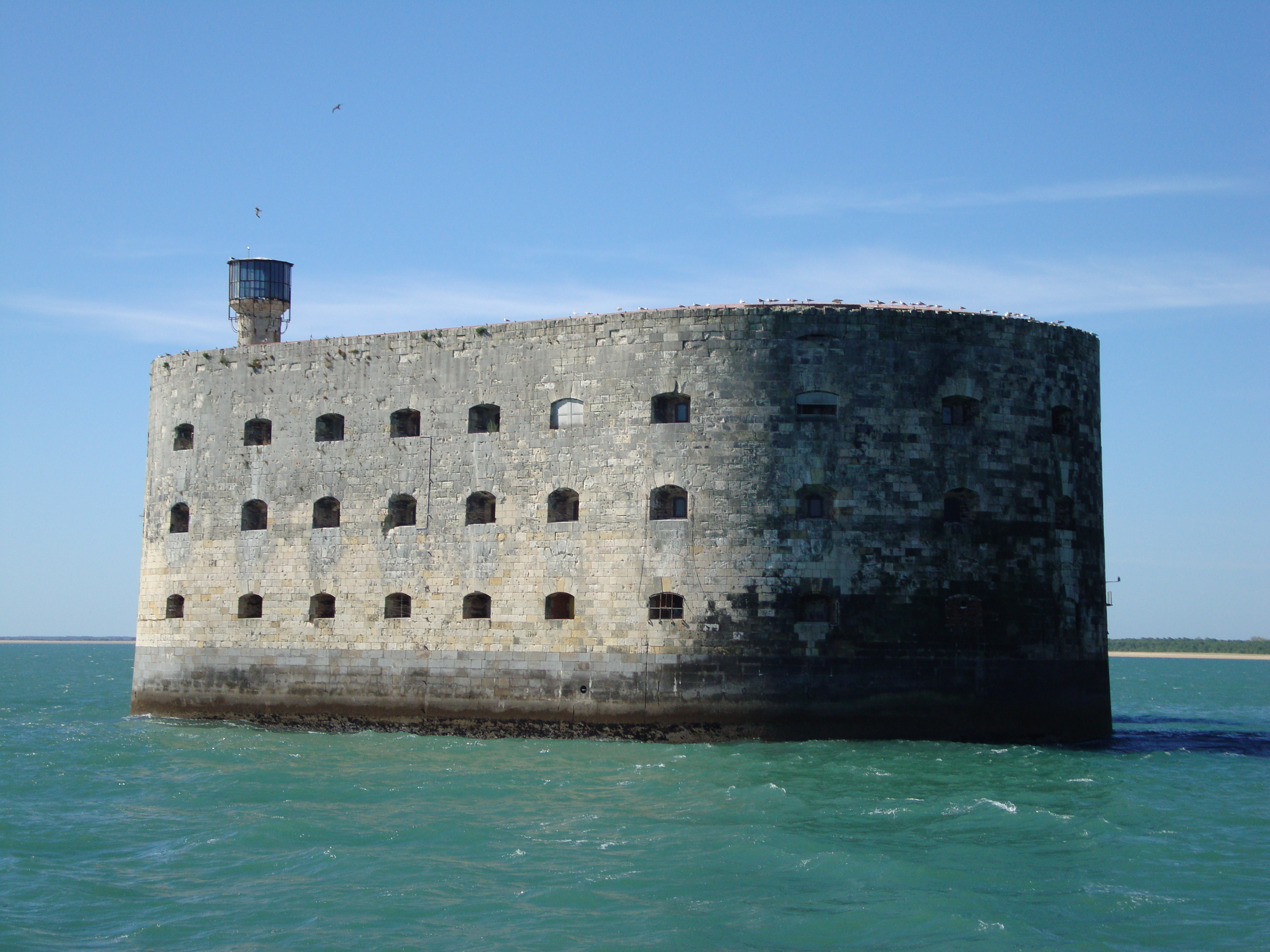
Fort Boyard – Ort des Showdowns

Die Gangster sind derweil immer noch auf ihrer Spur. Im Fort Boyard (das Laetitia sich von ihrem Anteil der Beute hat kaufen wollen) vor der Küste kommt es schließlich zum endgültigen Showdown. Eingekesselt verteidigen sich Manu und Roland mit Waffen, die noch von den deutschen Besatzern stammen. Zunächst können sie einen der Söldner töten, dann aber wird Manu getroffen, er kann nicht weiterkämpfen. Roland rennt zu ihm, aber er sieht, dass er nichts tun kann, und weil die Söldner weiter auf ihn schießen, zieht er sich in das alte Arsenal zurück. Von dort kommt er zurück mit einem Arm voller alter Stielhandgranaten, mit denen er den Kampf alleine weiterführt. In dieser letzten, von sakraler Orgelmusik getragenen Szene bringt er alle Eindringlinge zur Strecke. Nachdem auch der Anführer den Tod gefunden hat, kehrt er zu dem schwerverletzten Manu zurück. Roland beugt sich über seinen Freund und erkennt seine Hilflosigkeit im Angesicht des Todes. Er erzählt ihm, dass Laetitia gesagt habe, sie wolle für immer mit Manu zusammen sein. Kurz vor seinem Ende zeigt Manu noch ein Lächeln und erwidert: "Lieber, alter Lügner!"

## Kritik
„Lebendig inszenierter Abenteuerfilm, dem es nicht so sehr um vordergründige Spannung als um die Zeichnung verschiedener Charaktere unter extremen Bedingungen geht. Gleichzeitig demonstriert der Film die Unmöglichkeit romantischen Abenteuertums in unserer Zeit.“

„Der anfangs noch munter fabulierende Film schlägt später unerwartet ernste Töne an und endet traurig. Den offensichtlichen Schwächen der Regie zum Trotz heben Besetzung, Kameraführung und musikalische Untermalung das abwechslungsreiche Werk dennoch in den Bereich besinnlicher Unterhaltung, die vielen ab 16 zusagen wird.“